# An-Nur-moskee (Castejón)
De An-Nur-moskee is een moskee in Castejón, een gemeente in de autonome regio Navarra in het noorden van Spanje. De grond werd in 2010 gekocht door de plaatselijke moslimgemeenschap en in januari 2011 werd de aanvraag ingediend voor de bouw van de moskee. De moskee werd gebouwd in Moorse stijl en werd in 2017 ingehuldigd voor het publiek. Er is een vrouwenruimte aanwezig in het gebouw.